# Komchén Martínez
Komchén Martínez es una localidad y comisaría del municipio de Motul en el estado de Yucatán localizado en el sureste de México.

## Toponimia
El nombre Komchén proviene del idioma maya significando pozo profundo y Martínez que es un apellido de origen español que se refiere a un antiguo propietario de la finca en torno a la cual se desarrolló el poblado.

## Demografía
Según el censo de 2005 realizado por el INEGI, la población de la localidad era de 90 habitantes, de los cuales 42 eran hombres y 48 eran mujeres.
| 73                          | 139 | 88 | 94 | 93 | 45 | 63 | 79 | 117 | 84 | 91 | 97 | 90 |
| (Fuente: INEGI [Consultar]) |     |    |    |    |    |    |    |     |    |    |    |    |

## Galería

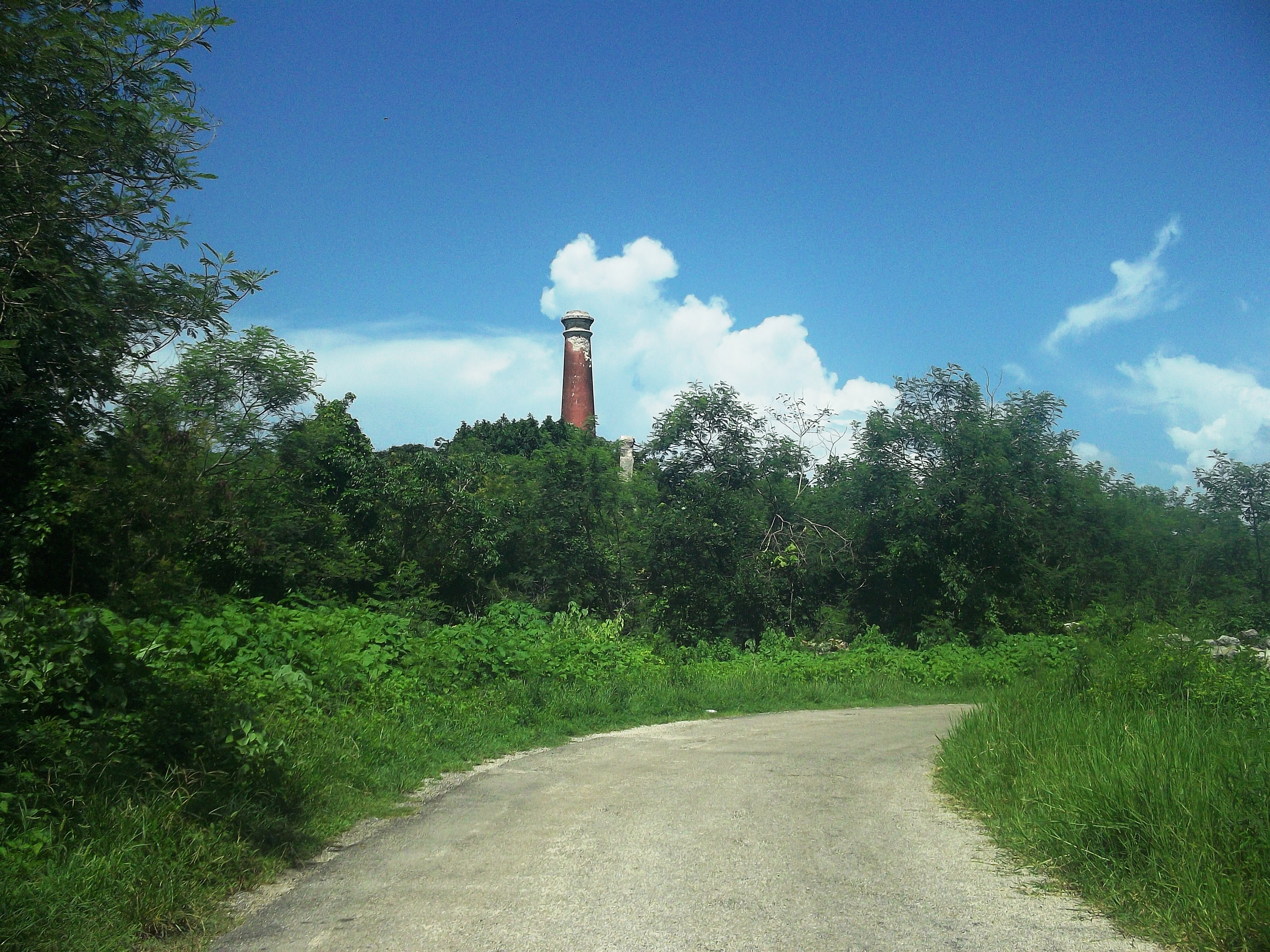
Vista de la hacienda de Komchén Martínez.
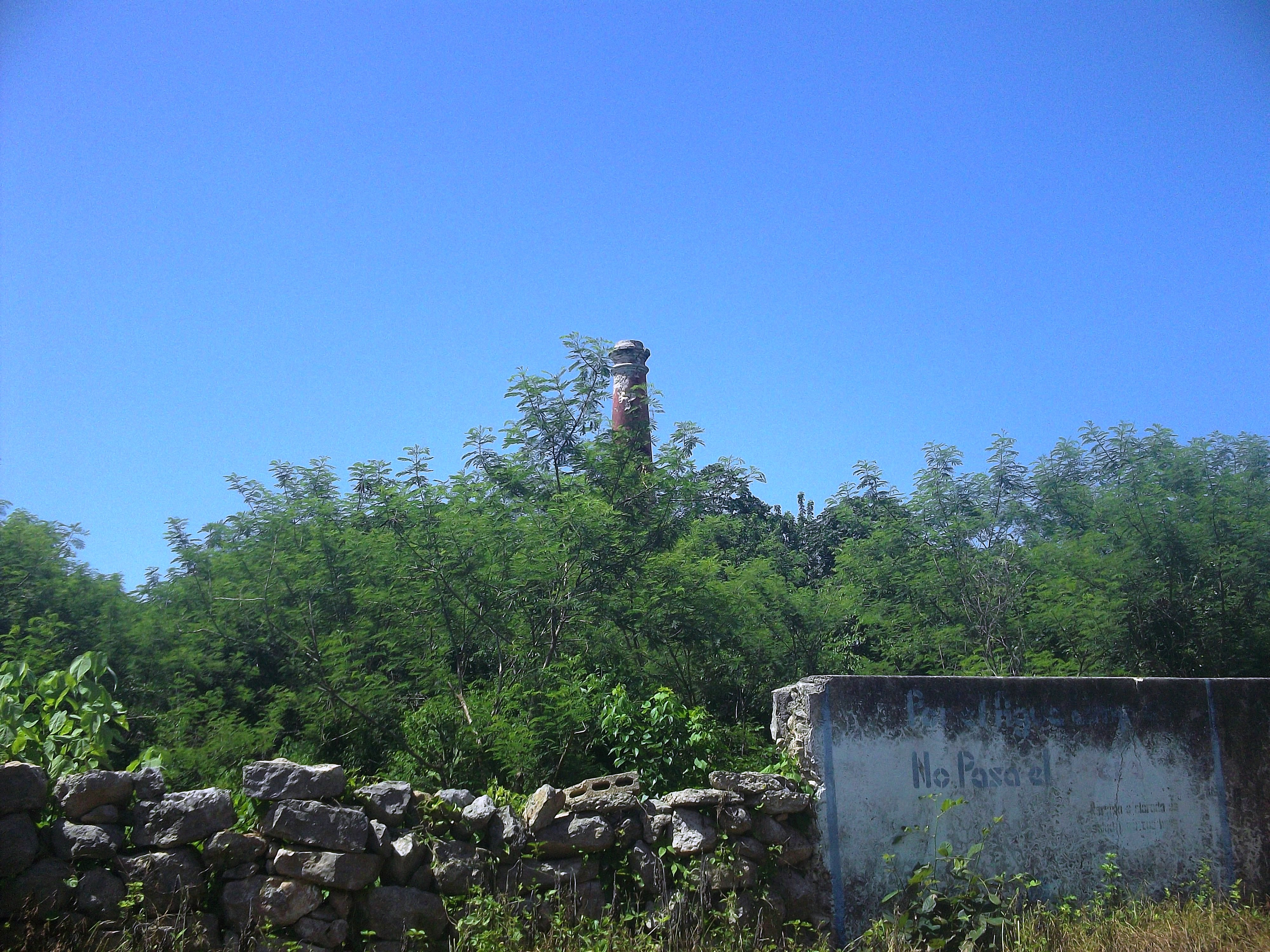
Vista de la hacienda de Komchén Martínez.
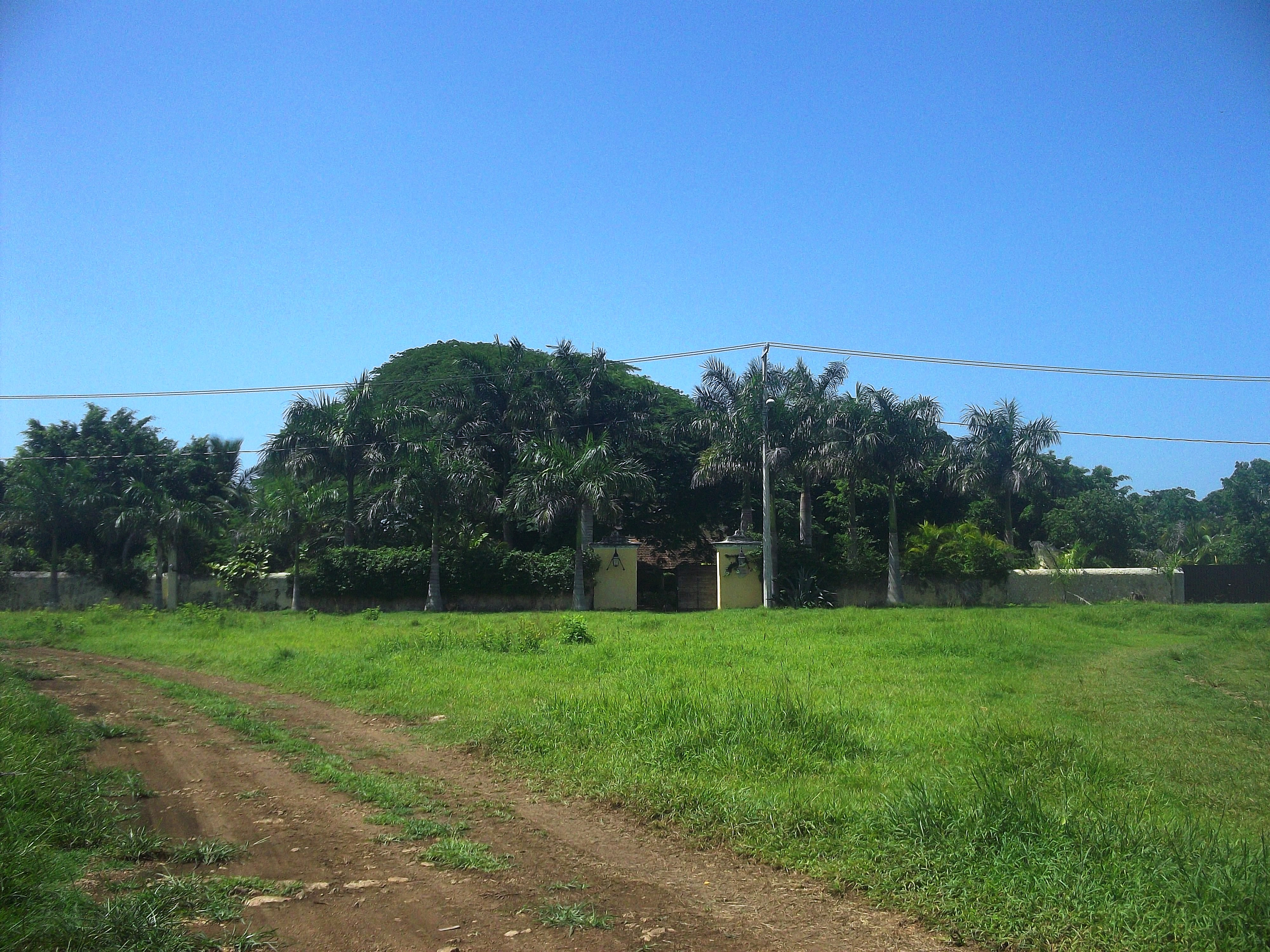
Vista de la hacienda de Komchén Martínez.
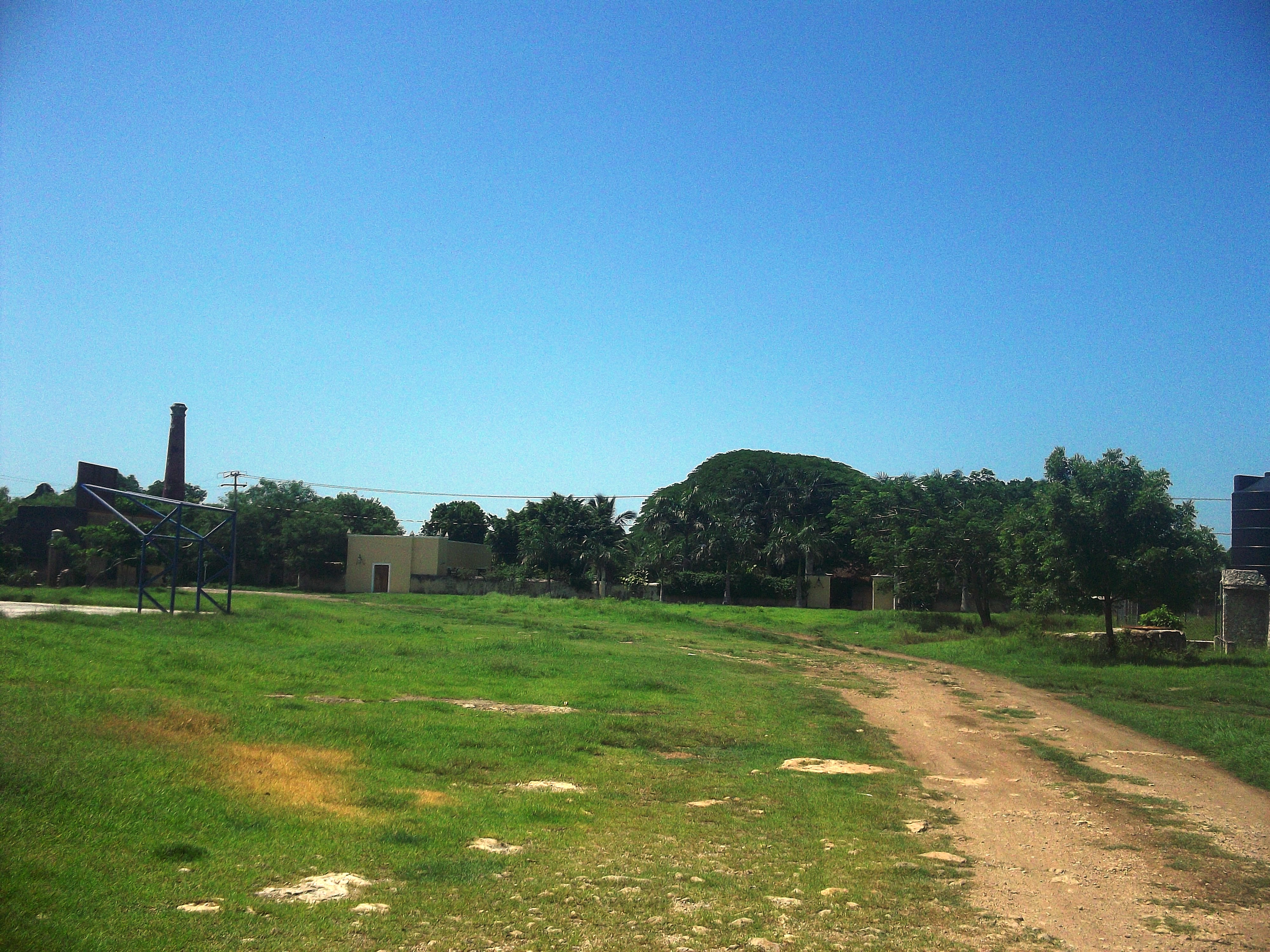
Vista de la hacienda de Komchén Martínez.
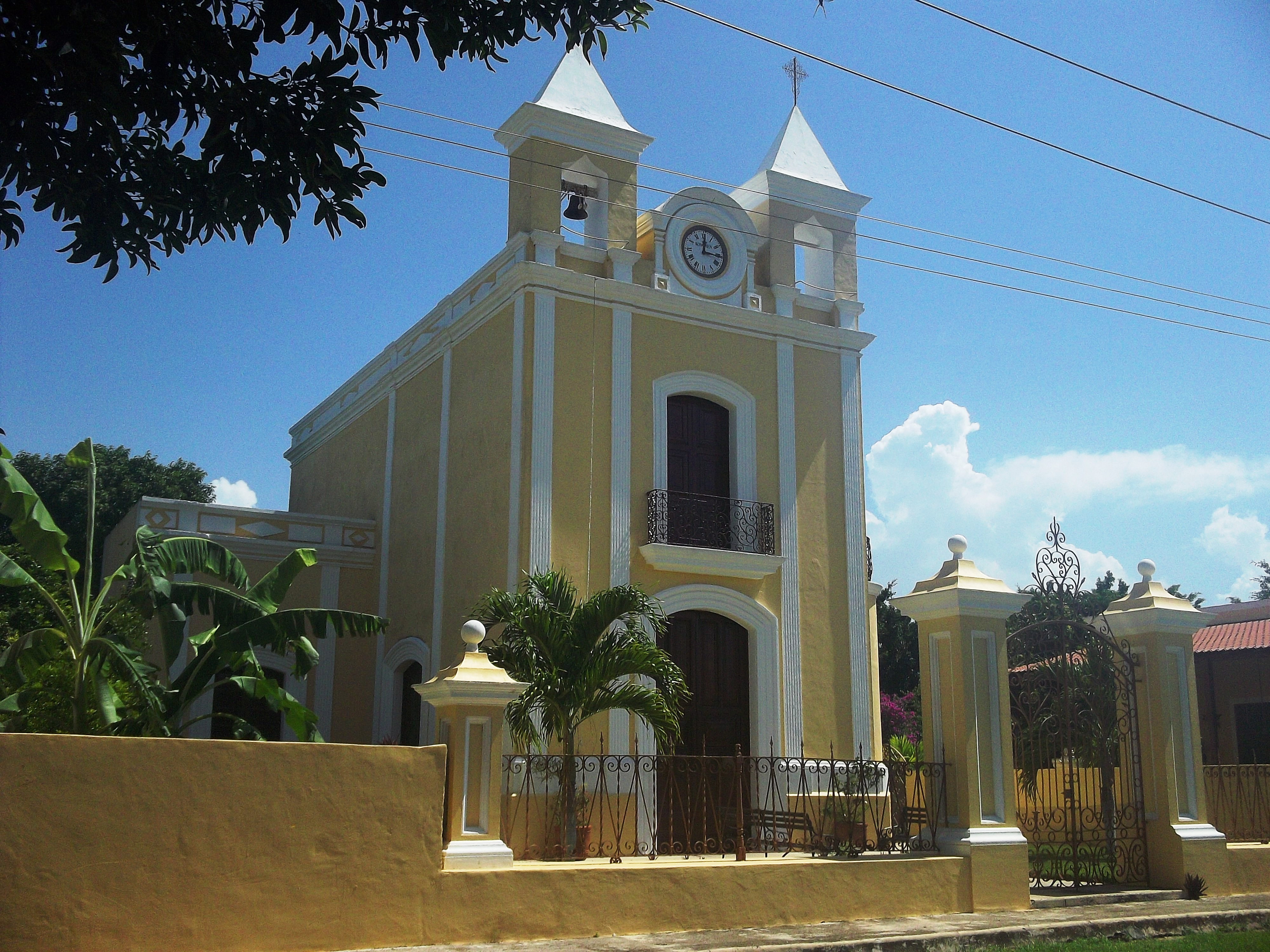
Iglesia principal de Komchén Martínez.
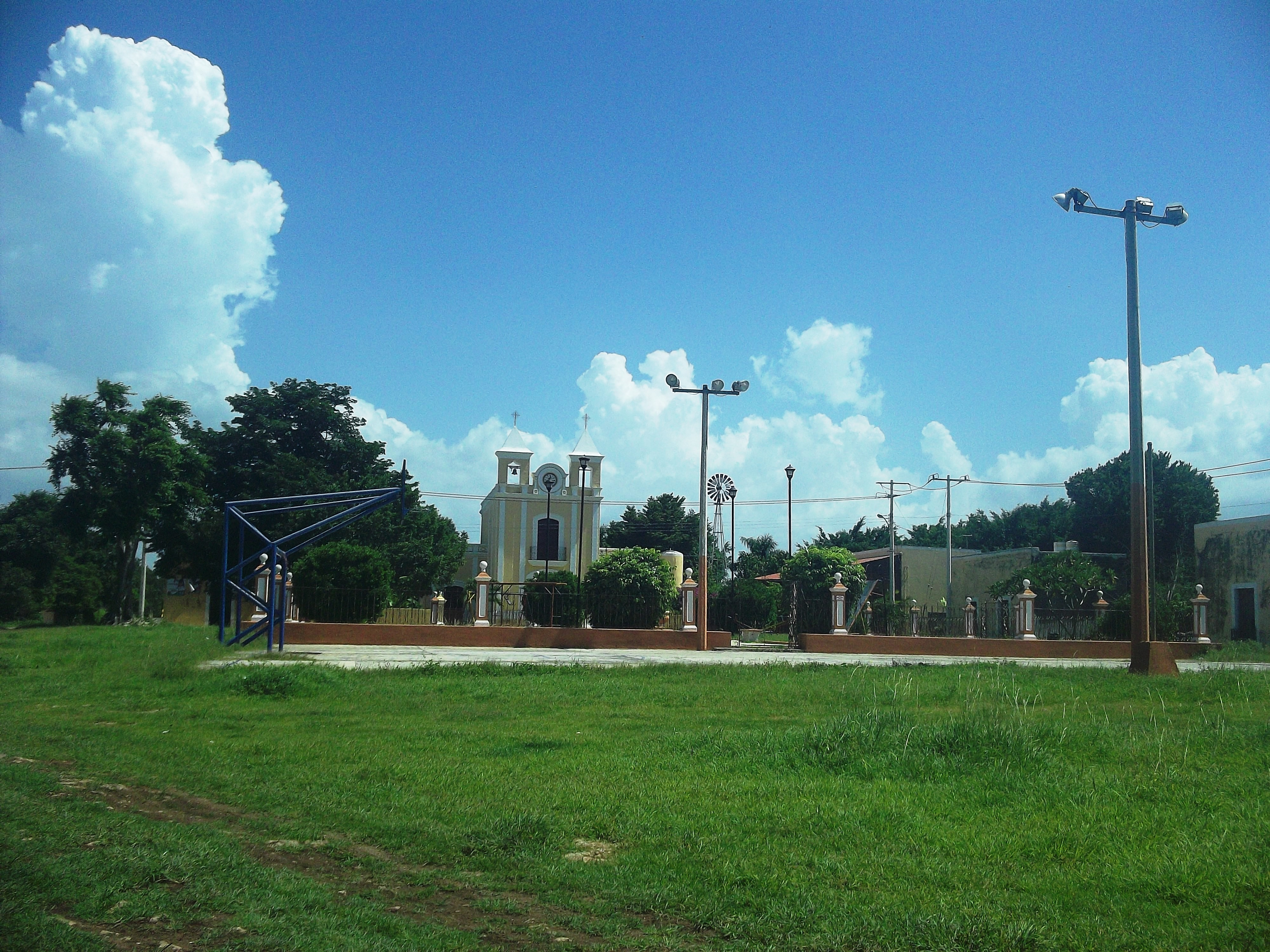
Parque principal de Komchén Martínez.